# Kali Linux
Kali este o distribuție Linux bazată pe Debian GNU / Linux concepută  pentru securitatea în informatică și gestionată de către Offensive Security. Este considerat succesorul lui BackTrack Linux, dezvoltat până în 2013 și bazat pe Knoppix. Kali Linux a fost creat de Mati Aharoni, Max Moser și Rafael Herzog. Prima versiune a fost lansată pe 13 martie 2013. Cea mai recentă versiune este 2021.2 , disponibilă din 1 iunie 2021. Denumirea vine de la Kali zeița morții, timpului și întunericului din mitologia hindusă.

## Versiuni
- 1.0 - 13 martie 2013
- 1.0.1 - 14 martie 2013
- 1.0.2 - 27 martie 2013
- 1.0.3 - 26 aprilie 2013, posibilitate de instalare de pe LiveCD
- 1.0.4 - 25 iulie 2013, programe suplimentare, actualizări
- 1.0.5 - 5 septembrie 2013, posibilitate de instalare criptată
- 1.0.6 - 9 ianuarie 2014, actualizări de programe și pachete
- 1.0.7 - 27 mai 2014,  include Kali Live Encrypted USB Persistence
- 1.0.8 - 22 iulie 2014, suport pentru EFI
- 1.0.9 - 25 august 2014,  actualizări de pachete
- 1.1.0 - 9 februarie 2015, instrumente noi și actualizări
- 2.0 - 11 august 2015
- 2016.2 - 31 august 2016
- 2019.1 - 4 martie 2019, ultima versiune stabilă

## Programe
Kali Linux vine cu peste 600 de unelte preinstalate de securitate și de testare a vulnerabilității sistemului. 
- Aircrack-ng
- Armitage
- Binwalk
- Burp suite
- Cisco Global Exploiter
- Ettercap
- Foremost
- Hydra
- John the Ripper
- Kismet
- Maltego
- Metasploit
- Nmap
- OWASP ZAP
- Programe pentru Inginerie socială și Inginerie inversă
- Sqlmap
- Volatility (software)
- Wireshark
- Yersinia[2]

## Veziși
- BackBox
- Pentoo

## Legăturiexterne
- Pagina web
- kalilinuxro
- Kali Linux - Distrowatch
- Install Kali Linux Tools Using Katoolin In Ubuntu 18.04 LTS